# Diócesis de Merseburg
La diócesis de Merseburg o de Merseburgo (en latín: Dioecesis Merseburgensis y en alemán: Bistum Merseburg) fue una circunscripción eclesiástica de la Iglesia católica en Alemania. Se trataba de una diócesis latina, sufragánea de la arquidiócesis de Maguncia. Fue suprimida de hecho en 1561. Además de su función episcopal, los obispos de Merseburg tenían poder temporal, ya que Merseburg era un principado eclesiástico dentro del Sacro Imperio Romano Germánico, el principado episcopal de Merseburg.

## Territorio y organización
La diócesis extendía su jurisdicción sobre los fieles católicos de rito latino residentes en parte del actual estado de Sajonia-Anhalt. Limitaba al norte con la arquidiócesis de Magdeburgo, al este con la diócesis de Meissen, al sur con la diócesis de Naumburgo y al oeste con la de Halberstadt.
La sede de la diócesis se encontraba en la ciudad de Merseburg, en donde se halla la Catedral de San Juan y San Lorenzo, que desde 1561 es luterana y hoy pertenece a la Iglesia evangélica en Alemania Central, afiliada a la Iglesia evangélica en Alemania.

## Historia

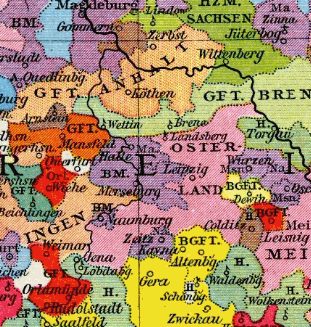
Mapa del principado episcopal de Merseburg

Según Tietmaro de Merseburgo, la diócesis fue erigida a raíz de un voto del emperador Otón I, después de haber derrotado definitivamente a los húngaros en la Batalla de Lechfeld el 10 de agosto de 955. En realidad, la intención de Tietmaro era probablemente vincular su diócesis a un acontecimiento importante como la batalla que puso fin a las incursiones húngaras: razones territoriales de control de la frontera eslava, ligadas a las necesidades de apostolado hacia los eslavos paganos o a la reciente cristianización, son muy probablemente los verdaderos motivos de la erección de nuevas diócesis, decisión tomada por Otón I en el Sínodo de Ravena en 967. Con un diploma imperial de 968 el emperador estableció la arquidiócesis de Magdeburgo y sus sufragáneas de Merseburg, Zeit y Meissen. El primer obispo de Merseburg fue el monje benedictino Boso de Merseburg († 970), quien ocupó el cargo desde 968 hasta su muerte. Le sucedió en la silla episcopal Giselher de Merseburg, que ocupó el cargo desde 971 hasta 981, cuando fue nombrado arzobispo de Magdeburgo. Tras su marcha, la diócesis fue suprimida y restablecida por el emperador Enrique II en 1004. Desde entonces, 43 obispos se alternaron en la silla episcopal de Merseburg, hasta su supresión definitiva.
En 1021 la Catedral de Merseburgo, cuya primera piedra había sido colocada en 1015 por el obispo (y más tarde santo) Tietmaro de Merseburgo, fue consagrada por el obispo Bruno de Merseburg († 1036) en presencia del rey y futuro emperador Enrique II. En esa ocasión, el rey dotó a la diócesis de considerables riquezas, entre otras cosas por su posición estratégica con respecto a su Marca Oriental.
Hasta la época de la Reforma protestante, Marseburg siguió siendo sede episcopal y un importante centro religioso, después de lo cual su territorio pasó a la diócesis de Halberstadt. Su tamaño la convirtió en una de las diócesis más pequeñas de Alemania, aunque incluía centros importantes como la ciudad de Leipzig, la parte sur de la actual Sajonia-Anhalt y parte de la actual Sajonia.
El obispo Thilo von Trotha inició la construcción del nuevo castillo de Merseburg en 1470 y comenzó la renovación de la catedral en estilo renacentista en 1510.
El 3 de marzo de 1525 el obispo titular Adolfo de Anhalt-Zerbst (1458-1526) tuvo que huir a Leipzig debido a los disturbios provocados por los protestantes. El 8 de mayo, los descontentos intentaron atacar la catedral. En junio se ejecutaron posteriormente algunas sentencias y el día 10 fueron decapitados en la plaza principal cuatro ciudadanos y cuatro campesinos.
Después de la muerte del último obispo católico en 1561, la Reforma protestante también se apoderó de Merseburg. El duque Alejandro, hijo del duque Augusto I de Sajonia, fue regente del territorio durante otros cuatro años antes de convertirse en príncipe elector de Sajonia en 1565. El territorio pasó más tarde a formar parte del efímero Ducado de Sajonia-Merseburgo.

## Episcopologio

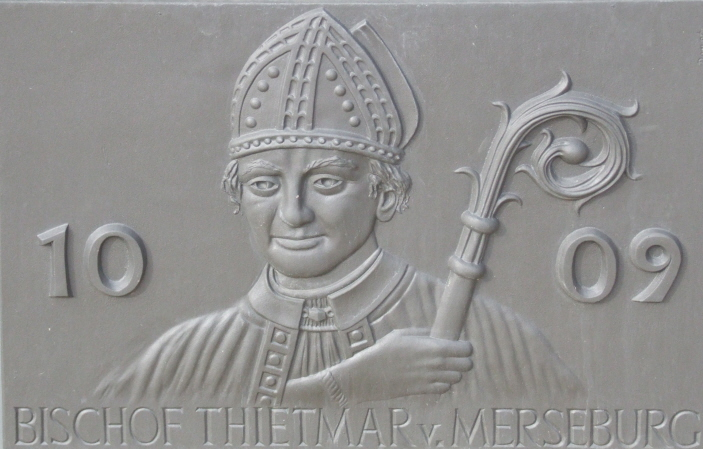
Tietmaro de Merseburgo

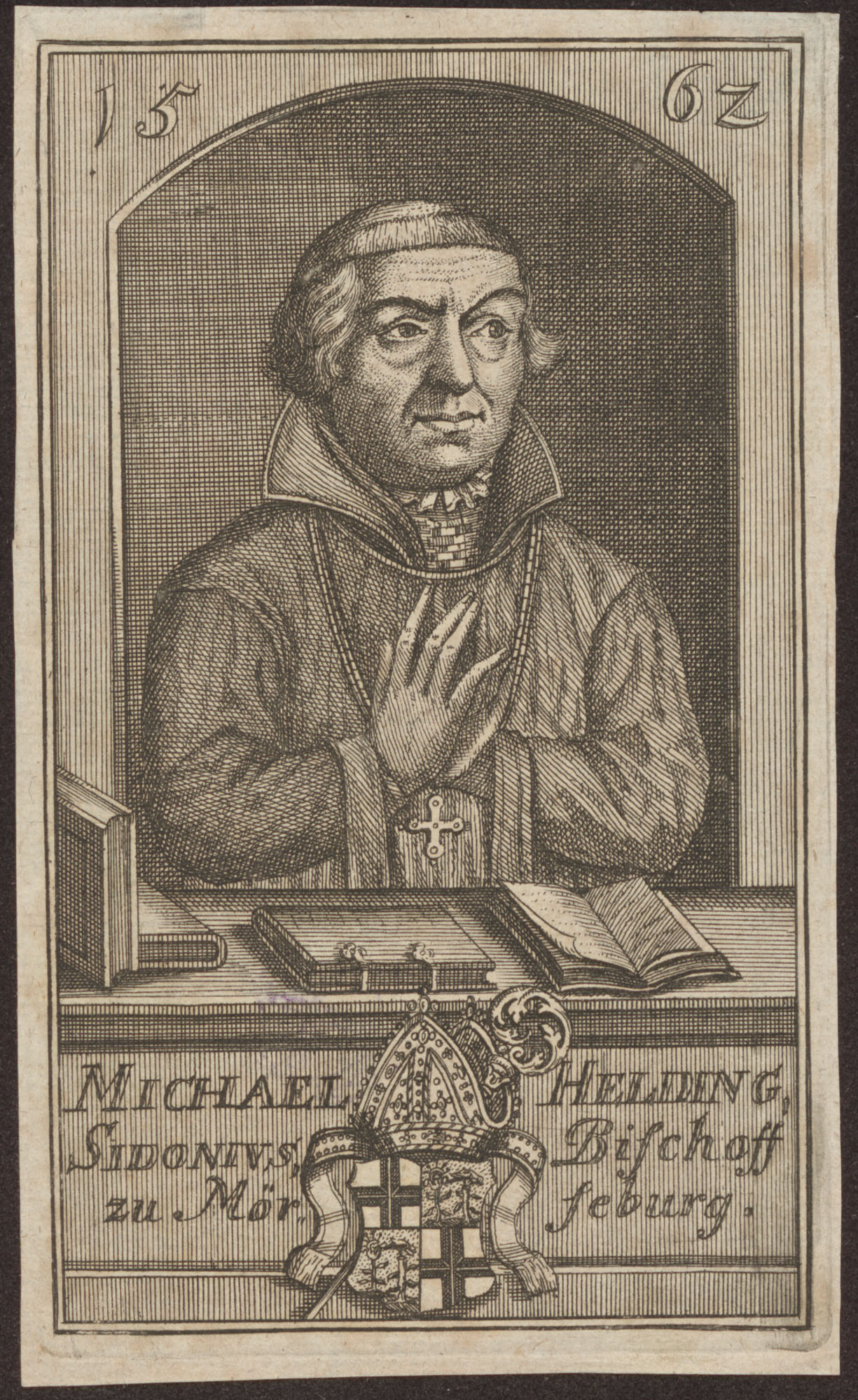
Michael Helding, el último obispo católico de Merseburg

- Boso † (25 de diciembre de 968-28 de octubre o 1 de noviembre de 970 falleció)
- Giselher † (junio de 971-11 de septiembre de 981 nombrado arzobispo de Magdeburgo)
  - Diócesis suprimida (981-1004)
- Wigbert † (6 de febrero de 1004-24 de marzo de 1009 falleció)
- Thietmar † (24 de abril de 1009-1 de diciembre de 1019 falleció)
- Bruno † (circa 1020-agosto de 1036 falleció)
- Hunold † (antes de 1040-5 de febrero de 1050 falleció)
- Alberich † (circa 1050-2 de abril de 1053 falleció)
- Winther † (septiembre de 1053-octubre de 1053)
- Ezzelin I † (antes del 26 de octubre de 1053-26 de octubre de 1057 falleció)
- Offo † (1057-15 de abril de 1062 falleció)
- Günther o Winithar † (1062-24 de marzo de 1063 falleció)
- Werner von Wolkenburg † (1063-1093 renunció)
- * Eberhard † (1075) (antiobispo)
  - Sede vacante (1093-1097)
- Albuin aus Bayern † (junio o julio de 1097-23 de octubre de 1112 falleció)
- Gerhard † (1112-después de abril de 1120 depuesto)
- Arnold † (1120-12 de junio de 1126 falleció)
- Megingoz † (14 de junio de 1126-20 de diciembre de 1137 o 1138 falleció)
- Ezzelin II † (1138-1143 falleció)
- Reinhard von Querfurt † (1143-6 de mayo de 1151 o 1152 falleció)
- Johann † (1152-9 de octubre de 1170 falleció)
- Eberhard von Seeburg † (1171-11 de octubre de 1201 falleció)
- Dietrich von Meißen † (3 de mayo de 1203-octubre de 1215 falleció)
- Ekkehard Rabil o Engelhard † (5 de junio de 1216 consagrado-1 de mayo de 1240 falleció)
- Rudolf von Webau † (1240-7 de abril de 1244 falleció)
- Heinrich von Waren † (antes del 18 de mayo de 1244-14 de mayo de 1266 falleció)
- Albrecht von Borna † (1266-circa de septiembre de 1266 falleció)
- Friedrich von Torgau † (antes del 12 de diciembre de 1266-11 de agosto de 1283 o 1284 falleció)
- Heinrich von Ammendorf † (1284-16 de agosto de 1300 falleció)
- Heinrich Kindt † (20 de diciembre de 1300-21 de diciembre de 1319 falleció)
- Gebhard von Schrapelau † (febrero de 1320-1340 o 1341 falleció)
- Heinrich zu Stolberg I † (antes del 10 de julio de 1341-29 de enero de 1357 falleció)
- Friedrich von Hoym † (22 de marzo de 1357-23 de febrero de 1382 nombrado arzobispo de Magdeburgo)
  - Andreas Dauba † (1382-1385? falleció) (obediencia romana)
  - Johann Mráz † (19 de octubre de 1390-15 de noviembre de 1392 nombrado obispo de Lebus) (obediencia romana)
- Burcardo de Querfurt † (1383-18 de junio de 1384 falleció)
- Heinrich zu Stolberg II † (10 de octubre de 1385[nota 1]-4 de abril de 1393 falleció)
- Heinrich Schatzmeister aus Orlamünde † (5 de junio de 1394-1403 renunció)
- Otto von Honstein † (17 de septiembre de 1403-6 de diciembre de 1406 falleció)
- Walther von Köckritz † (23 de marzo de 1407-3 de agosto de 1411 falleció)
- Nikolaus Lubich † (7 de noviembre de 1411-3 de abril de 1431 falleció)
- Johann Bose † (23 de mayo de 1431-3 de octubre de 1463 falleció)
- Johann von Werder † (20 de marzo de 1464-24 de junio de 1466 falleció)
- Thilo von Trotha † (26 de septiembre de 1466-5 de marzo de 1514 falleció)
- Adolf von Anhalt-Zerbst † (5 de marzo de 1514 por sucesión-24 de marzo de 1526 falleció)
- Vinzenz von Schleinitz † (13 de junio de 1526-21 de marzo de 1535 falleció)
- Sigismund von Lindenau † (14 de junio de 1535-1 de enero de 1544 falleció)
  - Sede vacante (1544-1550)
- Michael Sidonius Helding † (17 de marzo de 1550-30 de septiembre de 1561 falleció)
  - Sede suprimida